# Kuponeffekt
Als Kuponeffekt (Kupon franz.: abtrennbarer Zettel, im Bankwesen: Zinsschein bei festverzinslichen Wertpapieren) bezeichnet man Effekte, die bei Anleihen als Folge einer unterschiedlichen Höhe von Kuponzahlungen auftreten. Die wichtigsten Effekte sind der theoretische Kuponeffekt und der steuerliche Kuponeffekt.

## Theoretischer Kuponeffekt
Betrachtet werden fair gepreiste Anleihen mit derselben Restlaufzeit und desselben Emittenten. Die Rendite bis Fälligkeit der Anleihen hängt dann vom Kupon ab.
Die Beziehung hängt zusätzlich noch von der Form der Zinsstruktur ab. Es müssen drei Fälle unterschieden werden:
- Bei einer normalen Zinsstrukturkurve für Anleihen derselben Restlaufzeitklasse und desselben Emittenten fällt die Effektivverzinsung (Rendite bis Fälligkeit) mit steigendem Kupon.

- Bei einer inversen Zinsstrukturkurve für Anleihen derselben Restlaufzeitklasse und desselben Emittenten steigt die Effektivverzinsung (Rendite bis Fälligkeit) mit steigendem Kupon.

- Bei einer flachen Zinsstruktur ist kein Effekt zu beobachten.

## Steuerlicher Kuponeffekt
Ausgangspunkt ist, dass Kuponzahlungen steuerpflichtig sind. Dagegen sind im deutschen Steuerrecht Kursgewinne bei Standardanleihen einkommensteuerfrei, sofern sie außerhalb der Spekulationsfrist realisiert werden. Außerdem sind die Verrechnungsmöglichkeiten von Kursverlusten bei Anleihen unterschiedlich je nach Höhe des Kupon.
Anleihen mit niedrigem Kupon haben niedrigere Vorsteuer-Verzinsung als Anleihen mit hohem Kupon.